# Bactrocera contermina
Bactrocera contermina är en tvåvingeart som beskrevs av Drew 1989. Bactrocera contermina ingår i släktet Bactrocera och familjen borrflugor. Inga underarter finns listade.